# Starsow
Starsow ist ein Ortsteil der Stadt Mirow im Landkreis Mecklenburgische Seenplatte in Mecklenburg-Vorpommern.

## Geographie
Starsow liegt südlich am Schulzensee an der L 25 von Schwarz nach Mirowdorf. In der Gemarkung Starsow liegen die Wohnplätze Blankenfelde, Birkenhof, Hohenfelde und Starsow Ausbau sowie die Seen Schulzensee, Sürlingsee, Fehrlingsee und ein Teil des Zotzensees.

## Geschichte
1950 wurde Starsow nach Mirow eingemeindet.

## Kultur

### Sehenswürdigkeiten
In der Liste der Baudenkmale in Mirow sind für Starsow zwei Baudenkmale aufgelistet:
- Glockenstuhl: Befindet sich gegenüber von Starsow 4 (ehemalige LPG), versteckt hinter einer Baumreihe. Der vor ca. 150 Jahren erbaute Turm beinhaltet eine Bronzeglocke von 1955. Der derzeitige Bauzustand ist äußerst schlecht, der Turm steht bereits so schief, dass er mit Pfeilern auf der einen Seite gestützt werden muss.[4]
- Kriegerdenkmal auf dem Friedhof.

## Wirtschaft und Infrastruktur

### Verkehr

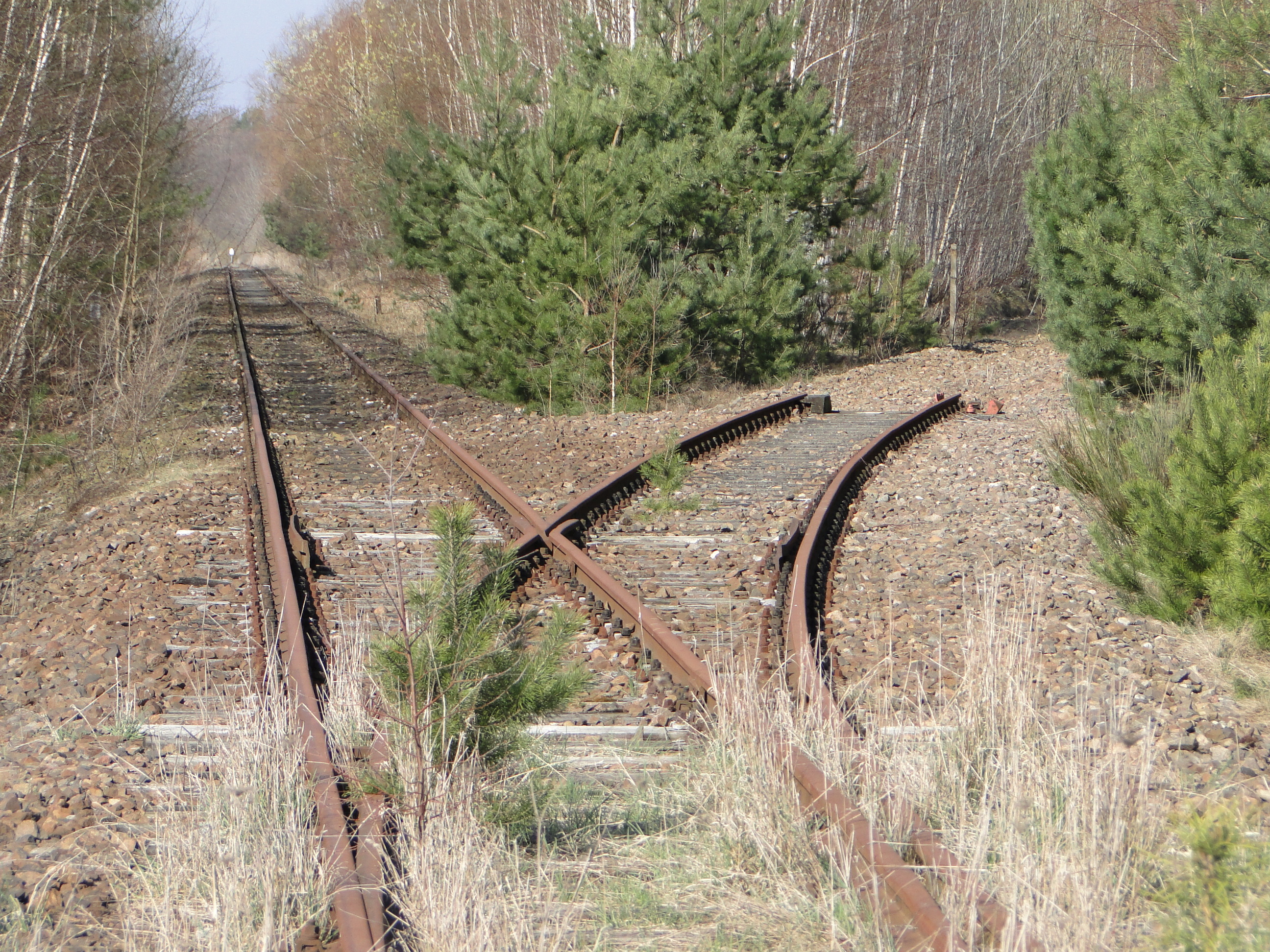
Abzweig Starsow, Beginn der Bahnstrecke Mirow-Rechlin

Über die Landesstraße 25 ist Starsow mit der Bundesstraße 198 verbunden, über die man Wesenberg, Neustrelitz und Fürstenberg/Havel erreicht.
Nördlich von Starsow verläuft die hier mittlerweile abgebaute Bahnstrecke Wittenberge–Strasburg, von der in der Nähe von Starsow hinter einem Bahnübergang an der L 25 kurz vor Mirowdorf die ebenfalls abgebaute Bahnstrecke Mirow–Rechlin abzweigte.

## Kirche
Starsow gehört wie Granzow, Leussow, Peetsch und Zirtow zur evangelisch-lutherischen Kirchengemeinde Mirow in der Propstei Neustrelitz im Kirchenkreis Mecklenburg der Evangelisch-Lutherischen Kirche in Norddeutschland.